# دوغان‌لی (توفان بی‌لی)
دوغان‌لی (به ترکی استانبولی: Doğanlı) یک منطقهٔ مسکونی در ترکیه است که در توفانبیلی واقع شده‌است.